# Clinteria ceylonensis
Clinteria ceylonensis är en skalbaggsart som beskrevs av Krajcik 2009. Clinteria ceylonensis ingår i släktet Clinteria och familjen Cetoniidae. Inga underarter finns listade i Catalogue of Life.